# Ethane-Propane Mix (трубопровід)
Ethane-Propane Mix (трубопровід) – трубопровід, котрий транспортує нафтохімічну сировину від ЗВГ-хабу в Канзасі до ряду штатів Середнього Заходу.
Історично у центральному Канзасі виник ЗВГ-хаб, котрий включає потужні фракціонатори у Конвеї та Буштоні (з’єднані між собою за допомогою однієї з підсистем трубопровода Норз-Сістем). В результаті розділення ними нефракціонованих зріджених вуглеводневих газів серед інших продуктів отримують призначену для установок парового крекінгу сировину – етан-пропанову суміш, котра складається з 80% етана та 20% пропана (такий склад пояснюється особливостями створеного у соляних відкладеннях підземного сховища в Конвеї, котре через обмеження по тиску не може зберігати чистий етан). Надалі ця нафтохімічна сировина вирушає на північний схід, де діють розраховані на її споживання піролізні виробництва у Клінтоні (Айова) та Моррісі (Іллінойс).
Крім того, в районі Айова-Сіті Ethane-Propane Mix міг передавати доправлений продукт до трубопроводу Cochin Pipeline, котрий прямував з Канади в обхід Великих озер з півдня, після чого знов переходив на канадську територію до провінції Онтаріо для живлення розташованих тут піролізних майданчиків у Корунні та Сарнії. Втім, у 2007 році через погіршення технічного стану Cochin Pipeline припинив транспортування своїх основних продуктів – етилена та чистого етана, що серйозно вплинуло на рентабельність та через кілька років призвело до перепрофіліювання більшої його частини у конденсатопровід. Як наслідок, з весни 2015-го тут припинилось прокачування етан-пропанової суміші.
Загальна довжина Ethane-Propane Mix становить 632 милі. До 2002 року він належав Mid-America Pipeline System (MAPL), а потім разом з усією її системою (також включає ЗВГ-трубопроводи Конвей-Норз, Конвей-Соуз, Роккі-Маунтін) перейшов до Enterprise Products Partners.